# Záluží (Čelákovice)
Záluží jsou částí města Čelákovice, které leží ve Středočeském kraji v okresu Praha-východ. Nachází se 2 km jižně od Čelákovic.
Od Čelákovic je Záluží odděleno železniční tratí č. 232 Praha-Lysá nad Labem-Kolín/Milovice. Na jihu sousedí s částí obce Nehvizdy nazývané Nehvízdky, na východě s obcí Mochov.

## Historie
Území Záluží bylo obývané od dávného pravěku. Záluží je proto významnou archeologickou lokalitou. V severní části katastrálního území (v místech, kde v minulosti stála Límanova cihelna) bylo odkryto rozsáhlé pohřebiště z období stěhování národů. První výzkumy zde probíhaly již v období první československé republiky; systematicky je území obce zkoumáno od 50. let 20. století pracovníky Městského muzea v Čelákovicích.

## Památky

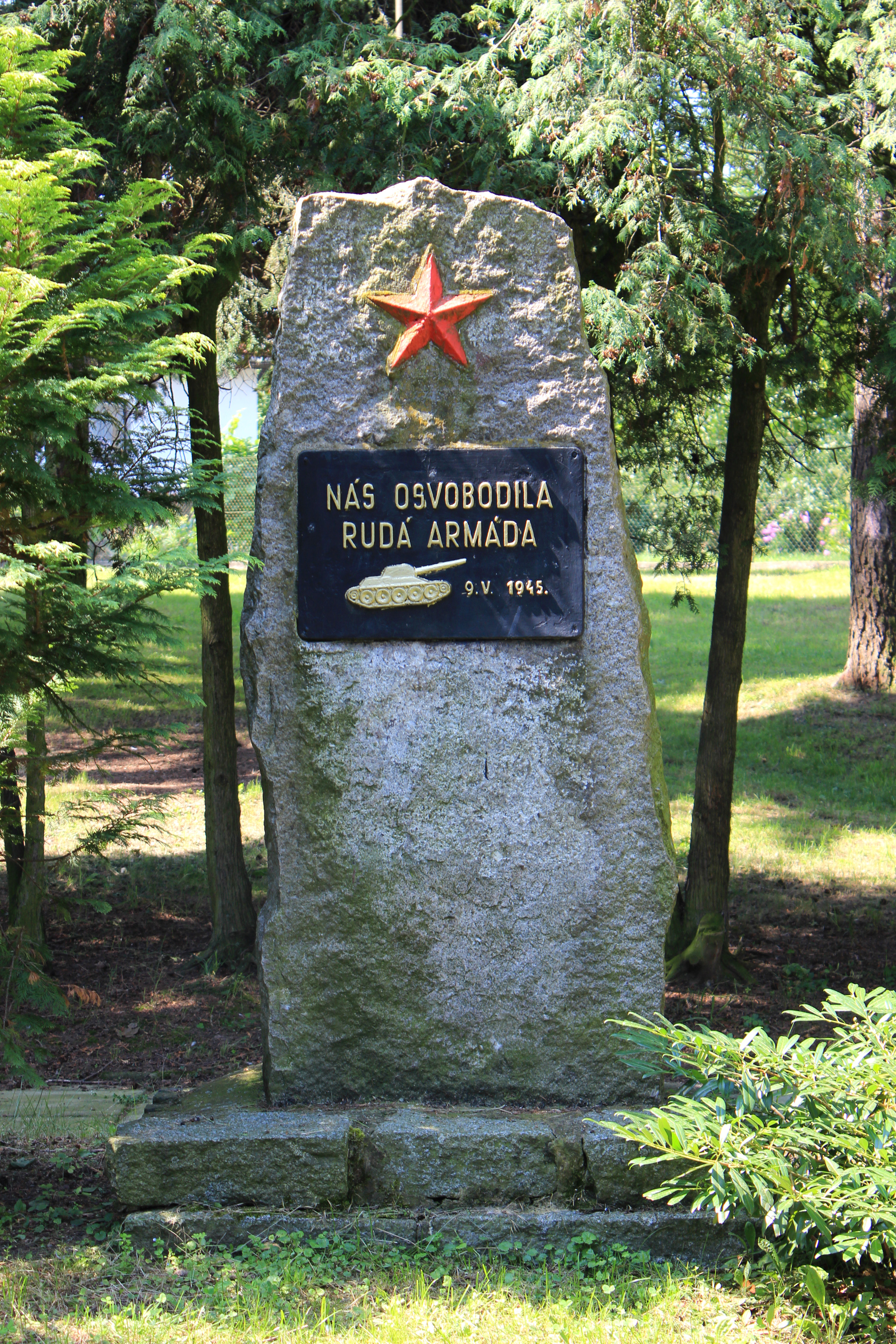
Památník Rudé armádě

V Záluží stojící na středu návsi či "v Ořechovce" se nachází cihlová neomítaná zvonice z roku 1907, která byla pro svůj technický stav zařazena do seznamu poškozených a zničených církevních staveb. Její oprava byla dokončena v srpnu 2011.

## Elektrorozvodna a plánovaná paroplynová elektrárna
Na východ od Záluží v místě nazývaném V Pardusově je rozvodna 400/220/110 kV Čechy Střed, kterou provozují společnosti ČEZ a ČEPS. V těsné blízkosti rozvodny připravovaly firmy RWE Transgas a Atel paroplynovou elektrárnu o výkonu až 860 MW. První veřejné informace o této stavbě se objevily na jaře 2009, kdy jej podpořilo zastupitelstvo Mochova. Proti výstavbě elektrárny protestovali občané a starostové okolních obcí (Čelákovice, Lysá nad Labem, Mochov, Přerov nad Labem, Vyšehořovice, Nehvizdy a Lázně Toušeň). Projekt je tak v současné době (2019) zastaven – jak kvůli odporu místních obyvatel, tak kvůli změnám na energetickém trhu.

## Další fotografie

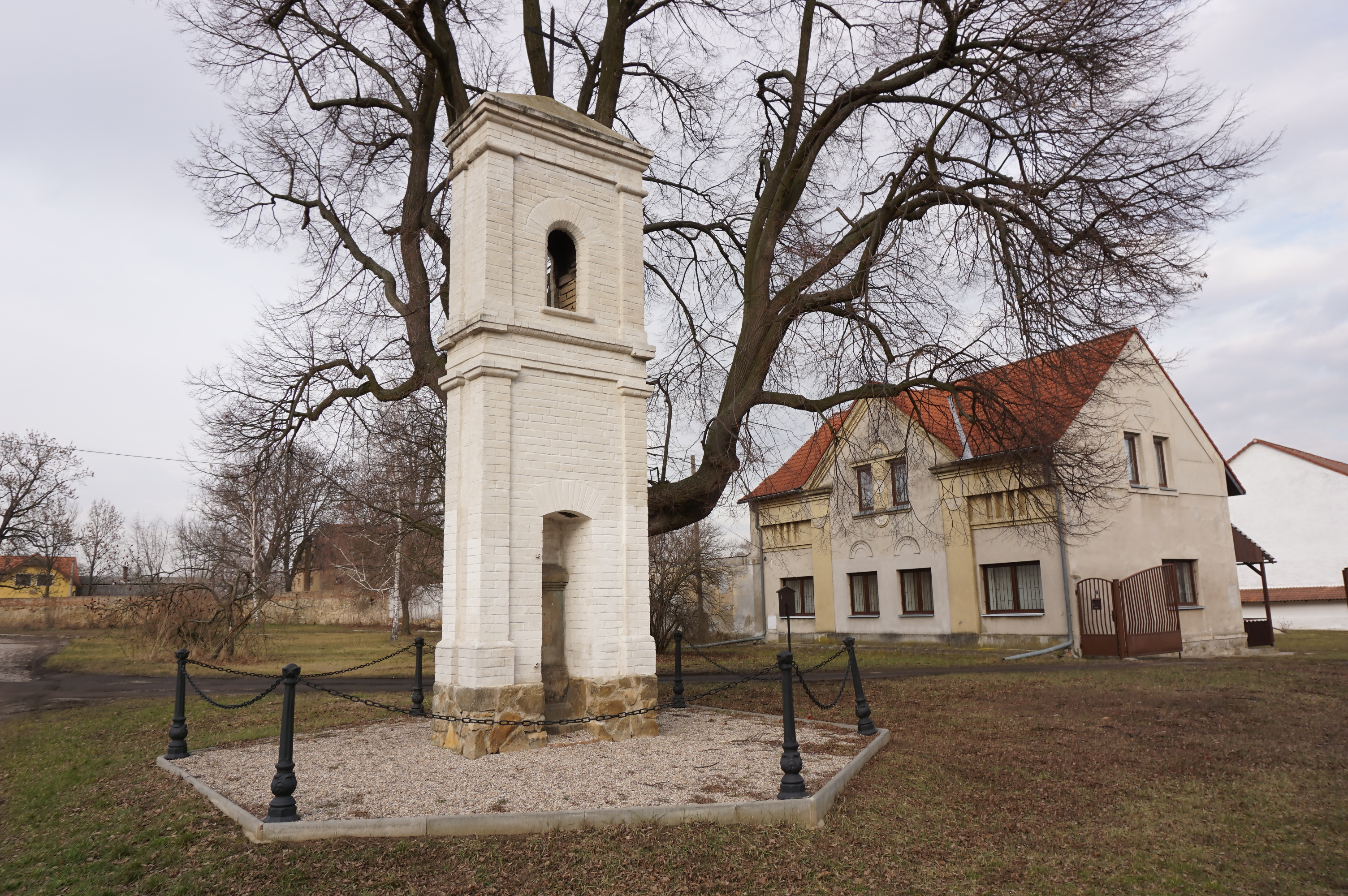
Zvonička
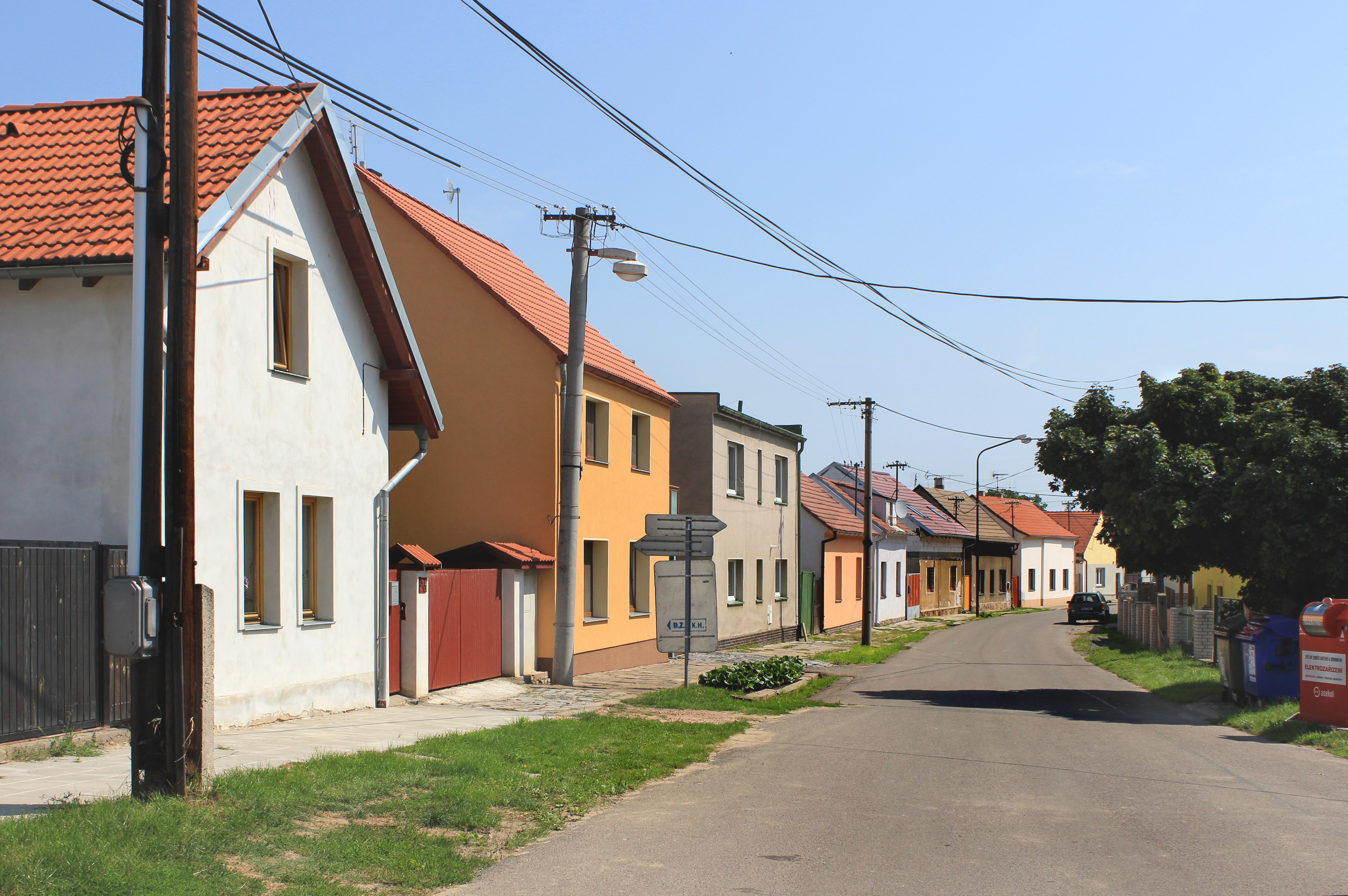
Haškova ulice
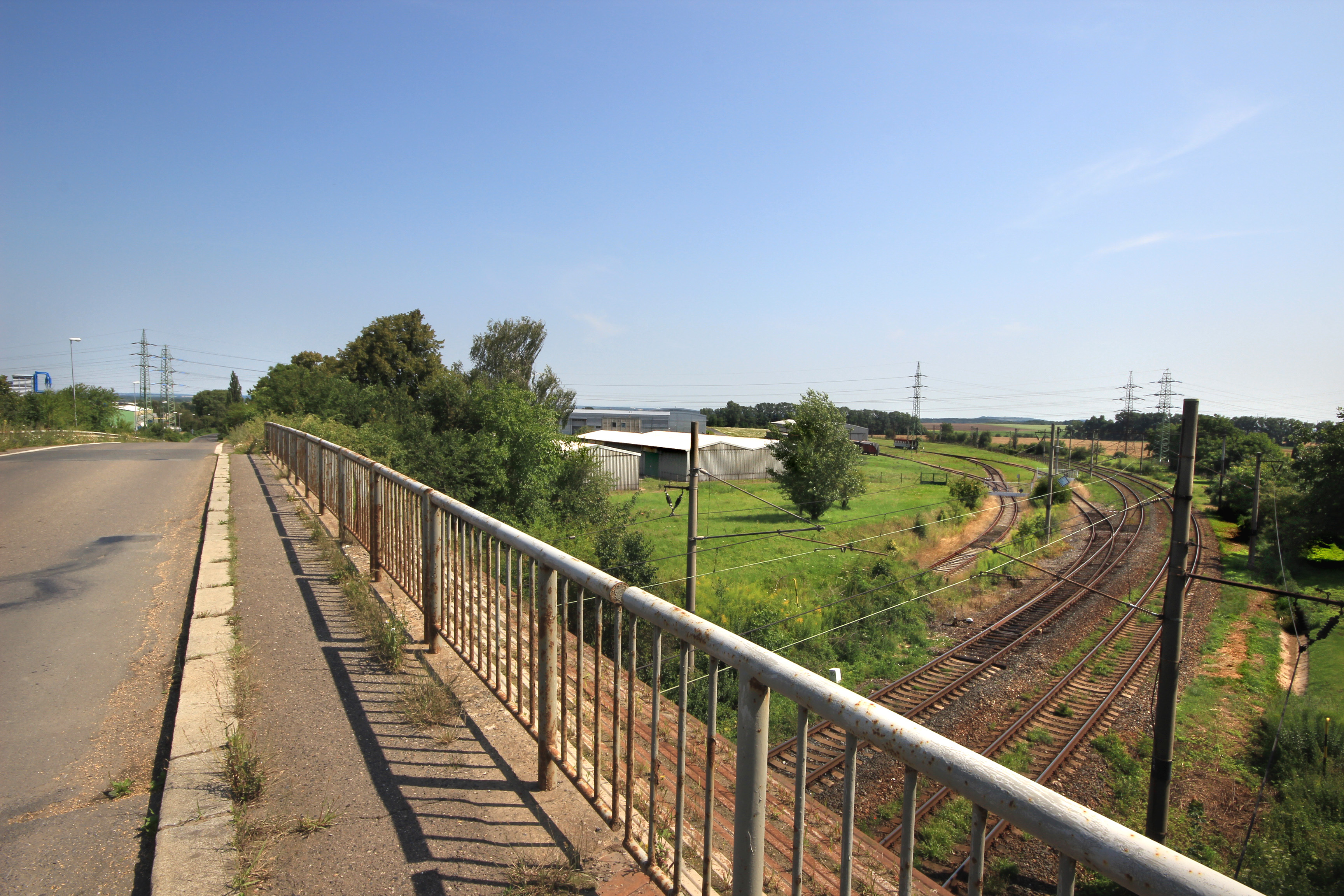
Nadjezd přes trať Praha – Lysá nad Labem
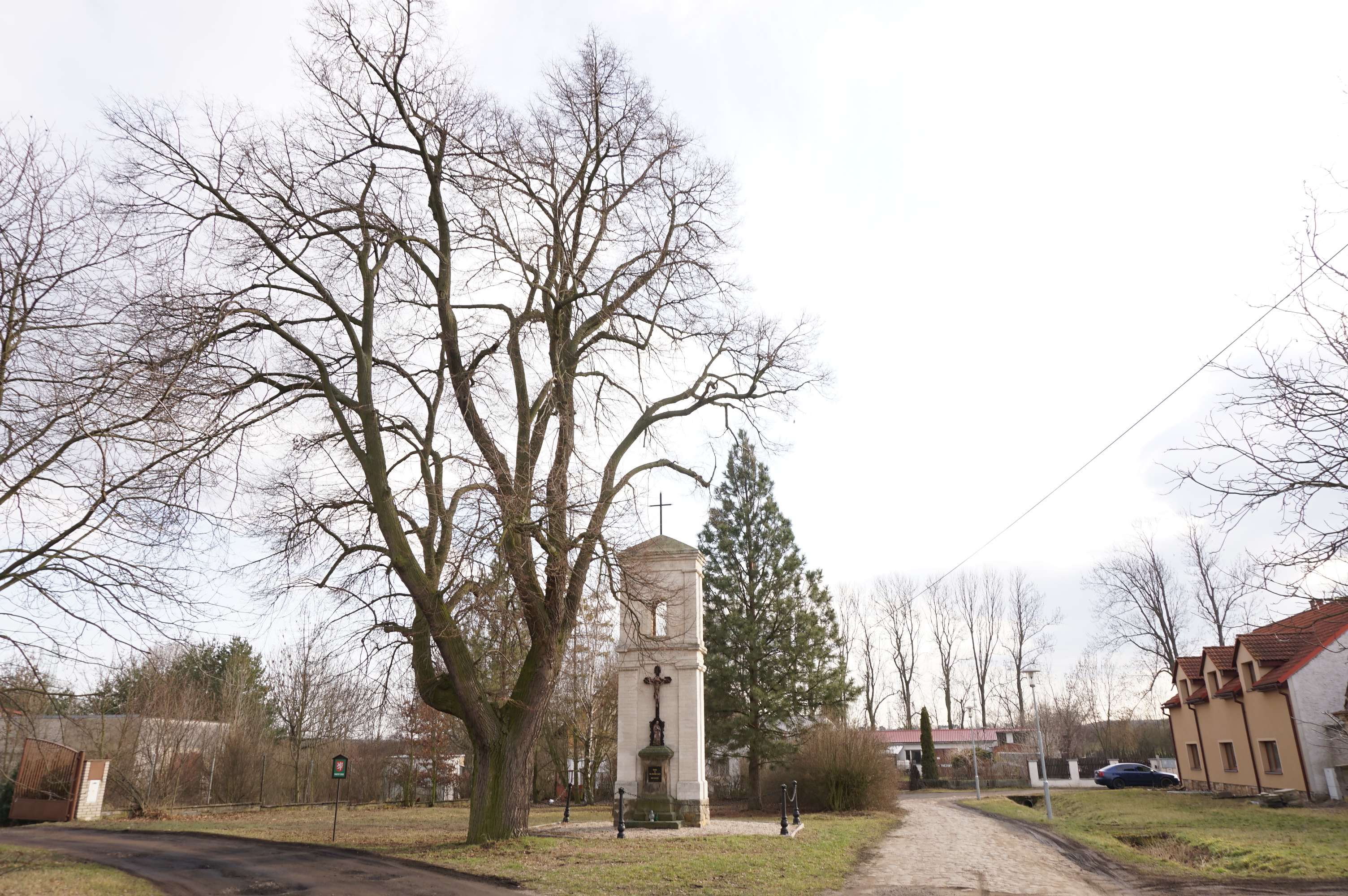
Památná lípa malolistá ve Vořechovce
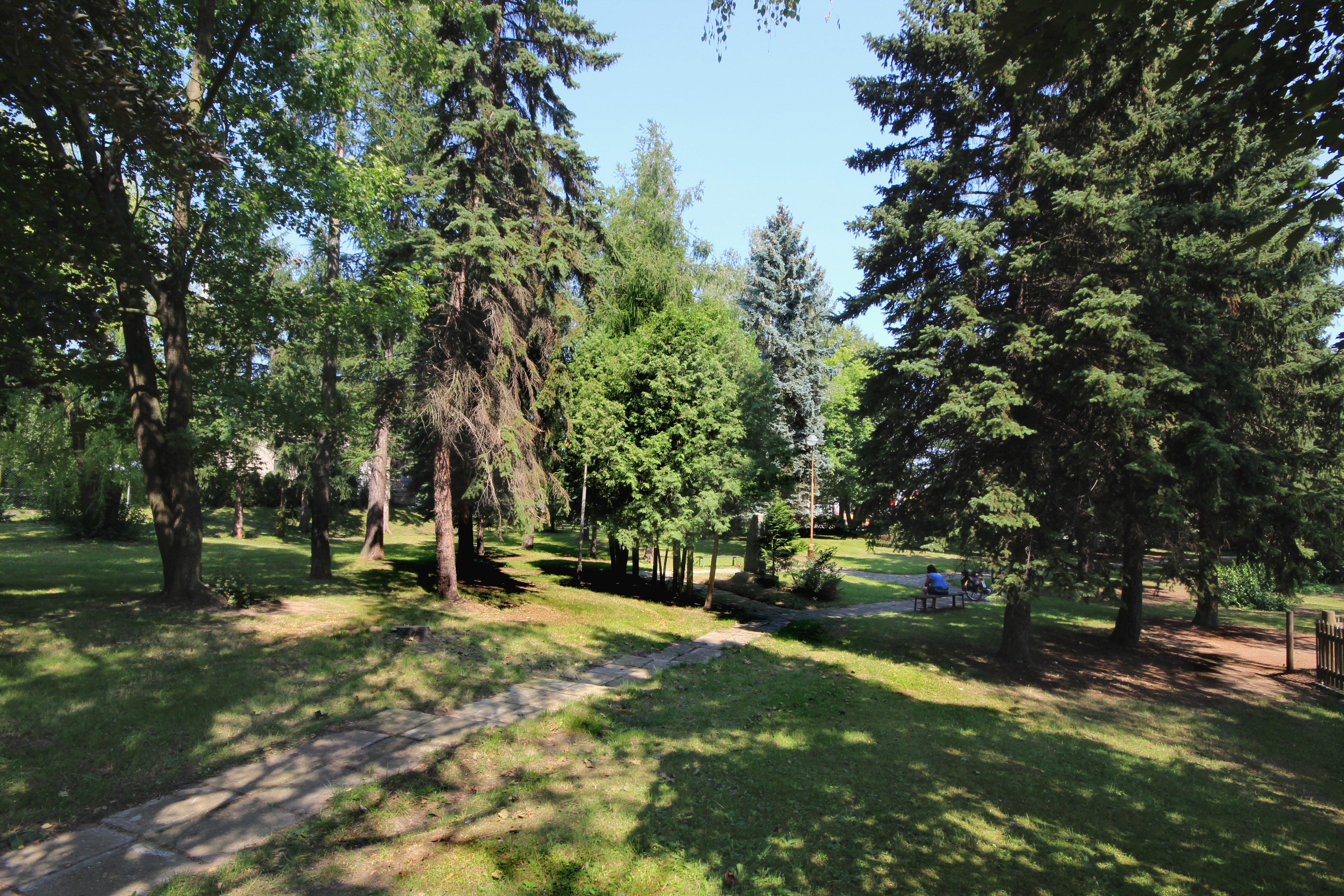
Park
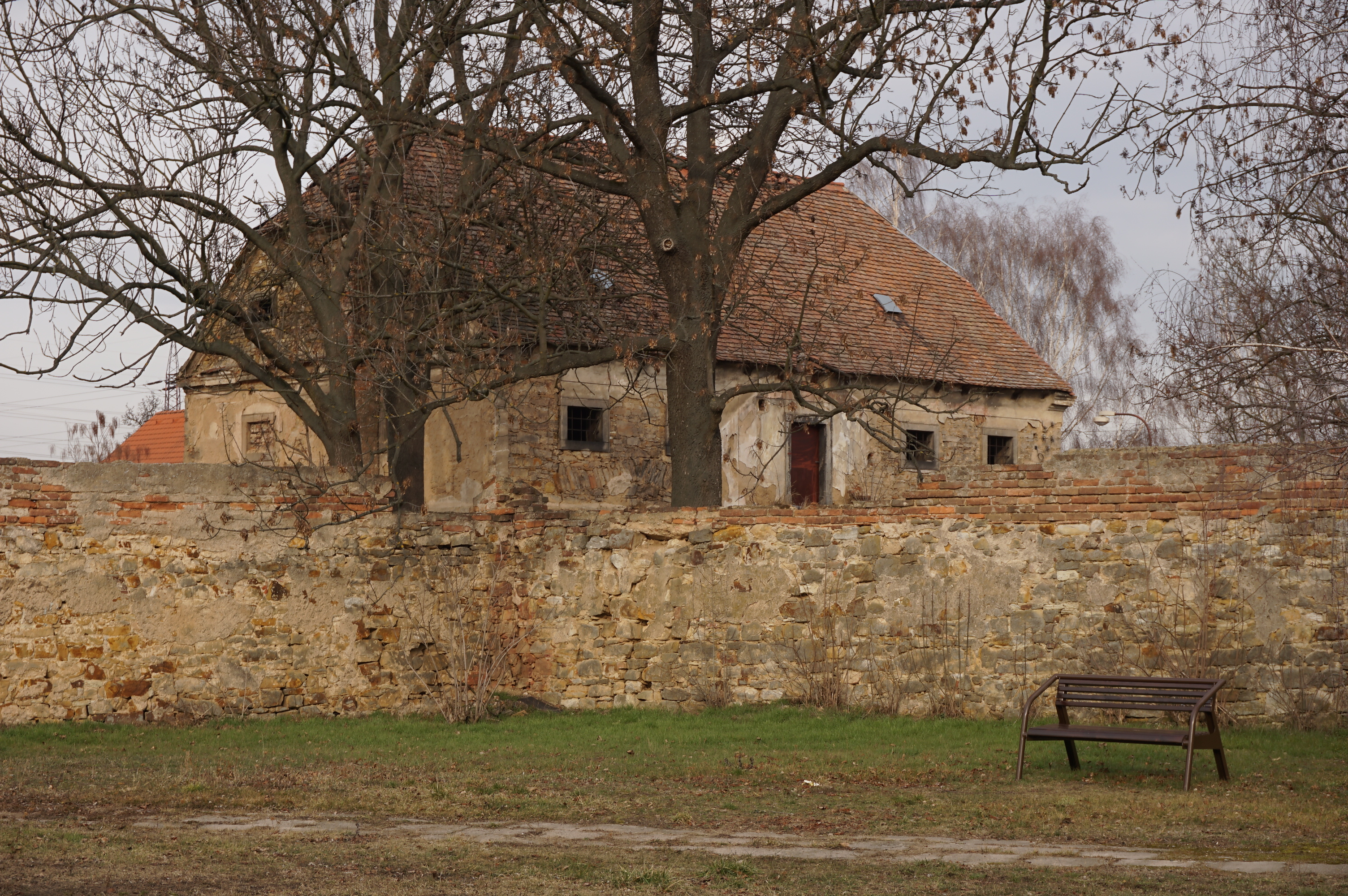
Památkově chráněný špýchar
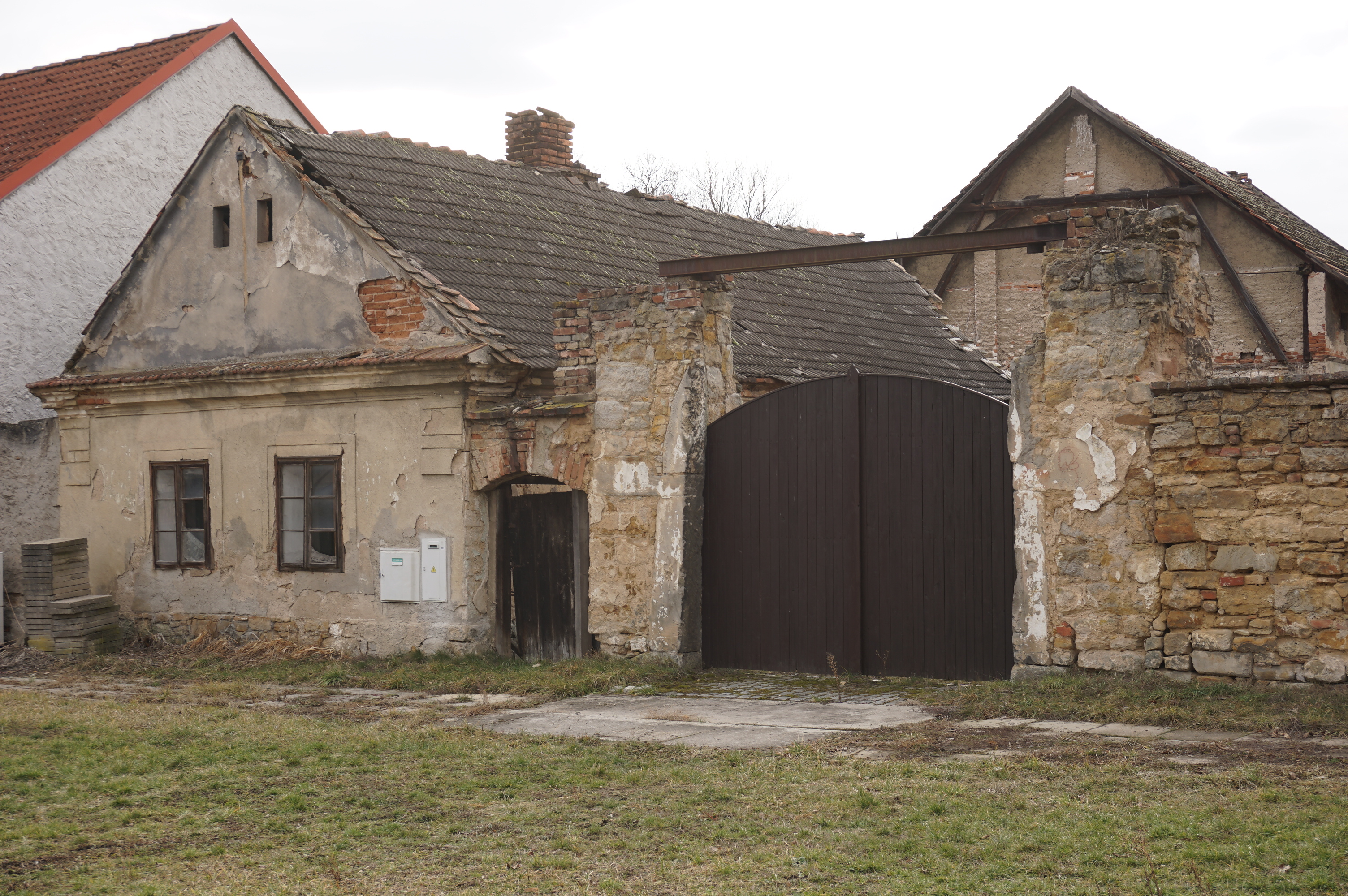
Historické stavení čp. 5